# Cordillera Central (Colombia)
La Cordillera Central è una delle tre catene montuose in cui si dividono le Ande in Colombia.
Si estende dal Nudo de Almaguer, o Massiccio Colombiano, nel Dipartimento di Cauca, che si trova nel sud della Colombia, fino al Serranía di San Lucas nel Dipartimento di Bolívar a nord. La catena è delimitata dalle valli fluviali del Cauca e del Magdalena, rispettivamente ad ovest e ad est. 
Nella Cordillera Central si trova l'Eje Cafetero, una regione ricca di vulcani, tra cui il Nevado del Ruiz, Santa Isabel, il Nevado del Huila e il Nevado del Tolima.